# Magnuskatedralen
Magnuskatedralen (Múrurin) var en katedral i Kirkjubøur, Färöarna. Katedralen byggdes på initiativ av biskop Erlendur omkring år 1300. Idag återstår bara ruiner av ytterväggarna som uppförts i lokal basalt.
Den höggotiska domkyrkoruinen är den största medeltida byggnaden på öarna och det främsta monumentet över den katolska kyrkan på Färöarna.

## Konstruktion
Katedralen är 25,5 meter lång, 10,8 meter bred och 9 meter hög. Det är osäkert huruvida den någonsin blev färdigbyggd eller om den har förfallit.